# Moskvafreden
Moskvafreden (finska: Moskovan rauhansopimus (1940)) tecknades den 12 mars 1940 mellan Finland och Sovjetunionen. Freden trädde i kraft den 13 mars och avslutade vinterkriget. Fredsvillkoren var hårda för Finland, då den finska arméns resurser praktiskt taget var slut och ett sovjetiskt genombrott var mycket nära. Orsaken till att Sovjetunionen trots det var villigt att sluta fred, var att de inte ville riskera att hamna i krig med Storbritannien och Frankrike som övervägde att stödja Finland. Efter kriget har det visat sig att västmakternas största intressen låg i norra Sverige och Norge, då man ville förhindra Nazityskland - vid den tiden allierat med Sovjet - att behärska de svenska malmfälten vid Kiruna. Endast en bråkdel av de utlovade trupperna skulle ha skickats till Finland.
Moskvafreden skall inte sammanblandas med mellanfreden i Moskva som undertecknades den 19 september 1944 och avslutade fortsättningskriget.

## Fredsvillkoren
Vid fredsförhandlingarna befann sig Sovjetunionen i en situation där de kunde diktera villkoren relativt fritt, då Finlands resurser att föra krig nästan var uttömda. Finland förlorade sammanlagt cirka 35 000 km² av sin areal och man tvingades ta hand om över 400 000 karelare och andra som fick lämna sina hem i de områden som gick förlorade i freden.
De områden som Finland förlorade var:
- Karelska näset (inklusive städerna Viborg och Kexholm)
- Ladoga-karelen (inklusive staden Sordavala)
- Delar av kommunerna Salla (6 003,39 km², varav 5 834,02 km² land och 169,37 km² vatten) och Kuusamo (1 795,40 km², varav 1 638,07 km² land och 157,33 km² vatten)[1]
- Finlands del av Fiskarhalvön i Petsamo (370,21 km², varav 352,45 km² land och 17,76 km² vatten)[1]
- Yttre öarna i Finska viken: Hogland, Tytterskär, Lövskär och Seitskär

Dessutom innehöll fredsavtalet också andra krav:
- Finland skulle arrendera ut Hangö udd till Sovjetunionen som flottbas på 30 år
- Finland skulle ersätta industrier och dylikt som evakuerats från Karelen
- Finland skulle inte alliera sig mot Sovjetunionen

Moskvafreden började i Finland nästan omedelbart kallas för "mellanfreden". Fredsvillkoren ansågs orättvisa och en revanschanda uppstod tämligen snabbt. I och med att Tyskland 1940 ockuperade Norge och Sovjetunionen samma år pressade Finland hårt så började Finland och Tyskland att närma sig varandra strategiskt. Denna utveckling ledde till fortsättningskriget.